# Susana Fernandes Genebra
Susana Fernandes Genebra (* 1969 in Hamburg) ist eine deutsche Schauspielerin und Hörspielsprecherin.

## Leben
Susana Fernandes Genebra absolvierte zwischen 1990 und 1994 ihr Schauspielstudium an der Hochschule für Musik und Darstellende Kunst Stuttgart. Bereits während ihres Studiums war sie festes Ensemblemitglied am Theater Basel.
Ab 1993 war sie bis 2009 im Ensemble des Schauspiel Stuttgart. In dieser Zeit waren dort Jürgen Bosse, Friedrich Schirmer und Hasko Weber Intendant. Sie spielte dort unter anderem in der Regie von Thomas Dannemann, Stephan Rottkamp und Claudia Bauer. Zwischenzeitlich hatte sie Gastengagements am Schauspielhaus Zürich, Deutschen Schauspielhaus Hamburg und am Schauspiel Hannover.
2009 wechselte sie unter Lars-Ole Walburg an das Schauspiel Hannover. Hier spielte sie unter anderem in Atiha Sen Guptas Fatima in der Regie von Mina Salehpour. Außerdem war sie in der Inszenierung Die Edda von Thorleifur Örn Arnarsson zu sehen, welche von der Presse sehr gut besprochen wurde. Außerdem arbeitete sie mit Regisseuren wie Kornél Mundruczó, Tom Kühnel, Christoph Frick, Heike M. Goetze, Martin Laberenz, Thomas Dannemann, Malte C. Lachmann, Lucia Bihler, Alexander Eisenach, und Intendant Lars-Ole Walburg. Als Sonja Anders das Schauspiel Hannover 2019 übernahm, endete Fernandes Genebras Engagement.
Neben ihrer Tätigkeit auf der Bühne steht Schmalbrock auch vor der Kamera und spricht in Hörspielen.
Fernandes Genebra wohnt in Hannover.

## Filmografie (Auswahl)
- 2002: Sternenfänger (Fernsehserie, Verwirrt verliebt)
- 2008: Der Tag, an dem ich meinen toten Mann traf[27]
- 2008: Die zwei Leben des Daniel Shore
- 2010: Der letzte Weynfeldt[28]
- 2021: Blackout (Fernsehserie)[29]
- 2023: Am Ende – Die Macht der Kränkung (Fernsehserie)
- 2024: In aller Freundschaft – Die jungen Ärzte (Fernsehserie, Affront)

## Hörspiele
Die ARD-Hörspieldatenbank enthält für den Zeitraum von 1993 bis 2020 (Stand: Juli 2022) 93 Datensätze, in denen Susana Fernandes Genebra als Sprecherin geführt wird.